# Veszettség

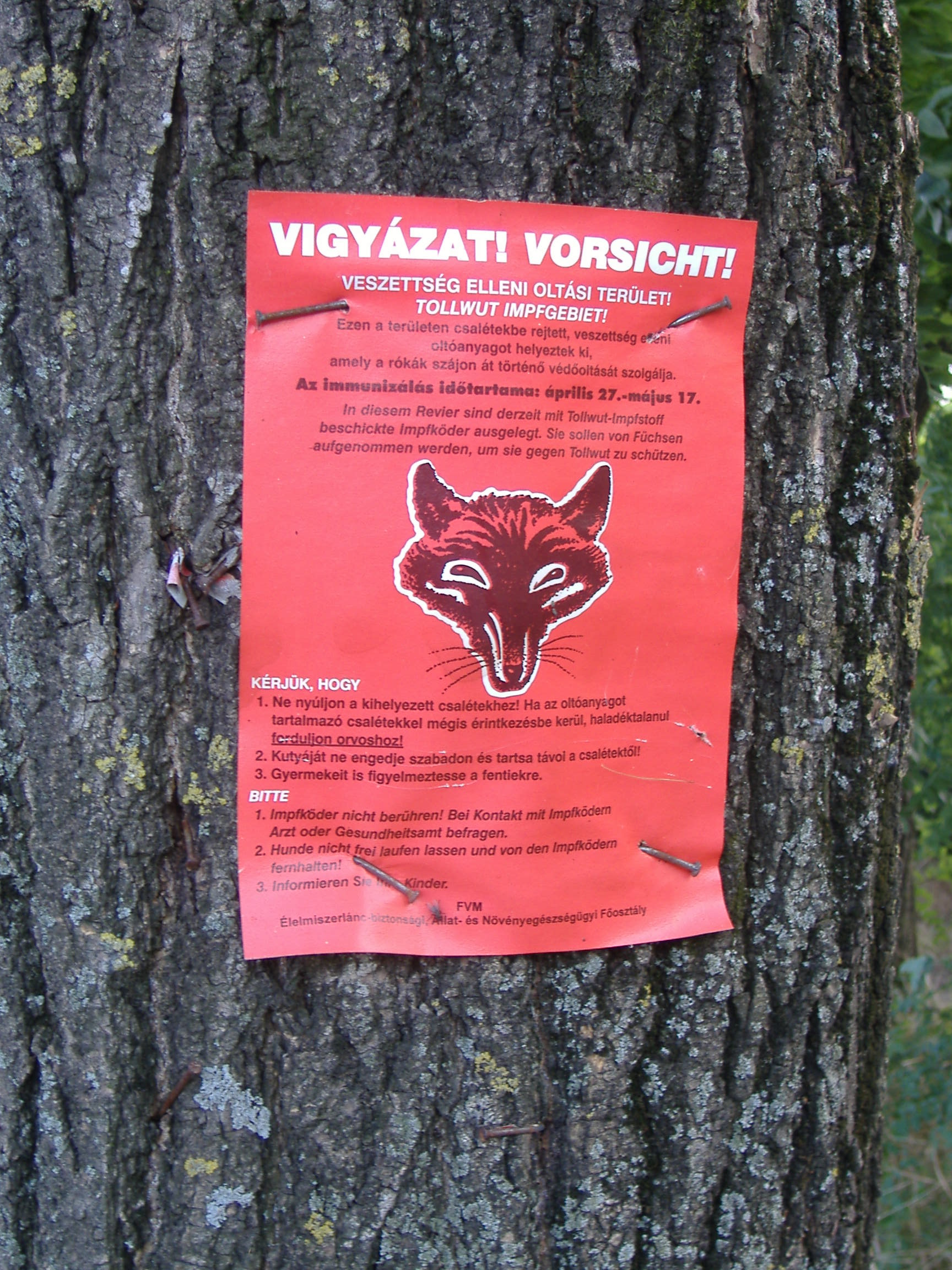
Veszettség elleni oltási területre figyelmeztető plakát Makón

A veszettség a Rabies lyssa nevű vírus okozta zoonotikus neuroinvazív fertőző betegség, ami agy- és gerincvelőgyulladást okoz emlősökben. Vakcinázás nélkül jellemzően halálos kimenetelű betegség. Az idegrendszeri tünetek kialakulása előtt ún. poszt-expozíciós sorozatoltással meggátolható a betegség kifejlődése. Az idegrendszeri tünetek kialakulása után intenzív ellátás szükséges, a Milwaukee-protokoll segítségével. Az első veszettség elleni védőoltást Louis Pasteur 1885-ben mutatta be.

## Kialakulása
A fertőzés leggyakoribb formájában veszett állat harapás útján a sérült bőrfelületen keresztül a nyálával juttatja be a vírust a szervezetbe, nagyon ritkán figyeltek csak meg szájon át való (nyálkahártyán keresztüli) és légúti (pl. barlangászok a veszett denevérek apró  váladékcseppjeinek belélegzésével) fertőződést. Számos transzplantációs fertőzésről is beszámoltak, mely közül talán a legérdekesebb 2005 februárjában Németországban történt. A 26 éves nőnemű donor 2004 decemberében hunyt el szívelégtelenségben, kokain és ecstasy fogyasztás következtében. A rutin transzplantációs tesztek között nem szerepel a veszettség fertőzöttségre való szűrés, valamint a kórelőzmény sem utalt bármi gyanúsra, ezért a szerveit így hat páciens megkapta. A recipiensek közül hárman megfertőződtek, kettő közülük elhunyt. A másik három beteg szerencsére nem mutatta a betegség tüneteit. A műtétekben közreműködő kórházak dolgozóinak tömegét kellett veszettség ellen immunizálni. A vizsgálat során kiderült, hogy a 26 éves donor halála előtt 2004 októberében Indiában, a világ veszettség szempontjából egyik legfertőzöttebb területén járt.
A vírus nyállal csak az agyvelő fertőződését követően ürül intermittáló (szakaszos) jelleggel. A lappangási időt befolyásolja a harapás helye (központi idegrendszertől való távolsága) és a megharapott testrész idegekkel való ellátottsága, mivel a vírus az idegpályákon halad (kb. 3 mm/óra sebességgel) a központi idegrendszer felé, illetve az idegsejtekben képes nagymértékben elszaporodni.
A lyssavírusok eredeti gazdaállatai a denevérek. A fertőzést a denevérek 80%-a túléli.
A veszettség terjesztésében földrészenként más-más állatfajok játszanak döntő szerepet. Magyarországon az évenkénti kötelező védőoltások bevezetésével az urbánus veszettségi forma (mely során a betegség fő terjesztői a kutyák és a macskák) megszűnt, míg az erdei veszettség (melyben a betegség fő terjesztője a vörös róka, illetve más vadon élő húsevő) a repülőgépről leszórt táplálékba rejtett orális veszettség vakcinák alkalmazásával jelentősen visszaszorult.
A veszettség kórokozója az úgynevezett szűrhető mikroorganizmusok közé tartozik és az idegsejtekben jellemző sejtzárványoknak, a Negri-testeknek képződését idézi elő. Veszett eb nyála már 3-8 nappal a betegség jellemző tüneteinek fellépése előtt fertőző lehet. Veszett állat vére csak kivételesen fertőz; teje tartalmazhatja a vírust. Az agyvelő fertőzőképessége, ha nedves állapotban levegőtől és fénytől megóvjuk, szobahőmérsékleten és nagy hidegben is hónapokon át megmarad, magasabb hőmérsékleten gyorsan megszűnik (45 °C-on 24 óra alatt, 50 °C-on 1 óra alatt). A rothadás is csak hetek múlva teszi tönkre. 70%-nál erősebb alkohol és fertőtlenítő szerek percek vagy órák alatt tönkreteszik.

## Tünetek

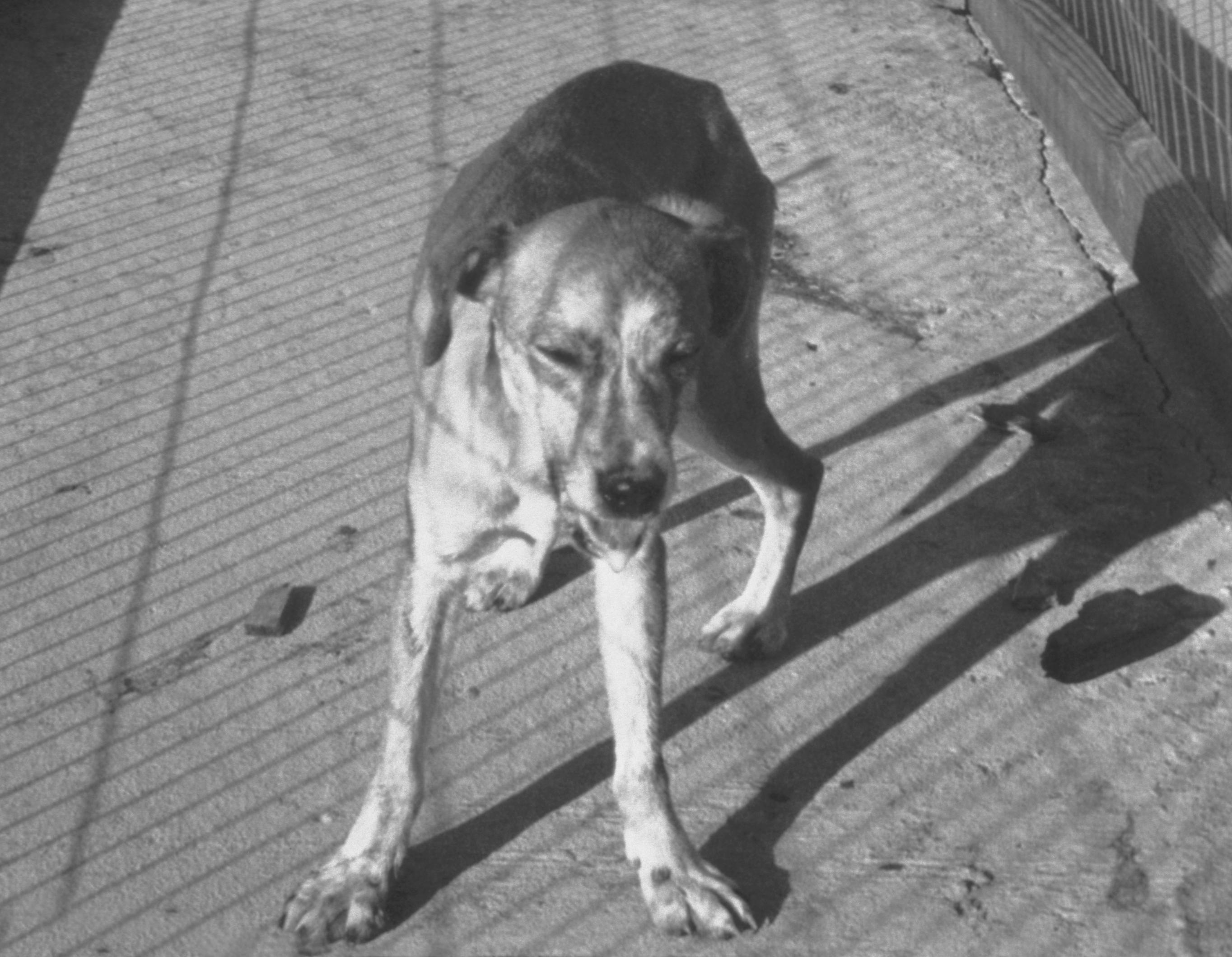
Veszett kutya

A tünetek állatfajonként változatosak lehetnek, megkülönböztetünk dühöngő és csendes veszettséget. A csendes veszettség során nem tapasztalható dühöngési szakasz, a bevezető stádium közvetlenül a bénulási szakaszba megy át. A főbb tünetek elsősorban az agyvelői idegek bénulására és a limbikus rendszer zavarára (a központi idegrendszer magatartást szabályozó központja) vezethetők vissza, de a fertőzésnél a központi idegrendszer egész állománya érintetté válik (agyödéma, perivasculáris sejtes infiltráció).
A veszettség főbb tünetei: nyálzás (nyálcsorgás), lógó állkapocs, széjjeltérő kancsalság (strabismus divergens), viselkedészavar (agresszió), kóborlási hajlam, emészthetetlen tárgyak (kő, kavics, fadarab) lenyelése, majd nyelészavar, nagyon jellegzetes rekedtté váló hang (a hangszálakat ellátó ideg bénulása miatt), víziszony (hydrophobia, ugyanis a bénulások előtt a nyelés, amelyet reflexszerűen már a víz látványa is kiválthat, görcsös fájdalmat okoz). A vadon élő állatokra a szokatlan szelídség jellemző, de bármilyen ingerhatásra előtörhet belőlük az agresszivitás.
A klinikai tünetek fajonként, sőt fajokon belül fajtánként, ezen belül még egyedenként is változhatnak, de a tipikus tünetek:

### Kutyán
A betegség „szabályos” formájában három szakaszt különböztethetünk meg: az első, nagyjából 1/2–3 napig tartó időszakban megváltozik az állat viselkedése, de néha csak annyira, hogy még a gazdájának is alig tűnik fel. Az élénk vérmérsékletű, játékos, örökmozgó kutya csendesebb, zárkózottabb, kedvetlenebb lesz, a kiegyensúlyozott, nyugodt kutya pedig nyugtalanabb, ingerlékenyebb, idegen személy vagy állat közelében támadóbb, a simogató kéz felé kap. A megszokott táplálékát visszautasítja, emészthetetlen, sőt undorkeltő anyagokat viszont mohón felfal. Gyakori a fokozott nemi ingerlékenység és az, hogy a harapás, marás helyét nyalja, harapdálja, nemegyszer szinte szétmarcangolja az állat. Egy-egy kutyán már ebben a szakaszban is megfigyelhető a nyálfolyás, a nehézkes nyelés és a víziszony.
A második, nagyjából 1-2 napig tartó szakaszban növekszik a reflexingerlékenység, az állat sokkal nyugtalanabb, idegesebb, ez az idegesség a dühöngésig fokozódik. A kutya széttépi az útjába kerülő tárgyakat, támad, ha láncon vagy pórázon van, attól mindenáron igyekszik megszabadulni, ha ketrecbe teszik, annak rácsait rohamszerűen harapdálja. Felismerhetők a „tudatzavar” jelei, hiszen az állat olyan eszközökbe, tárgyakba is beleharap, melyek fájdalmat okoznak neki, máskor úgy tesz, mintha legyek után kapkodna.
Ha otthonról megszökik, céltalanul kóborol, naponta akár 40-50 km-t is megtesz, ilyenkor ugatás, morgás nélkül belemar az útjába kerülő állatba, az embert ellenben csak akkor veszélyezteti, ha ingerli az ilyen ebet. Ebben a szakaszban már mutatkoznak a különböző bénulások: a szemizmok bénulása kapcsán kancsalság, a garatizmok bénulása kapcsán nyelési nehézségek, később a nyelés teljes megszűnése miatt a táplálék és az ivóvíz visszautasítása, a gégeizmok bénulása kapcsán az ugatás megváltozása, rekedt, majd „vonyító” hang, a nyelvizmok bénulása kapcsán bőséges nyálcsorgás.
A harmadik szakaszra már a teljes tompultság és a bénulások fokozódása a
jellemző. A száj nyitott, az állkapocs lóg, a bénult nyelv előesik, majd a bénulások átterjednek a törzs és a végtagok izmaira is, végül az állat teljes mozdulatlanságra ítélve a betegség 5-8., ritkábban a 12-15. napján lesoványodva, a lélegző-izmok bénulása miatt elpusztul.
A lakásban tartott, vagy idomított, kemény nevelésben részesült kutyák mintegy 15-20%-ában a második, „dühöngő” szakasz kimarad, a tompult, kedvetlen állatokon csakhamar a bénulásos tünetek jelentkeznek, és a betegség 4-5. napján elpusztulnak („csendes veszettség”).

### Macskán
A kutyáéhoz hasonló tünetek mellett legfeltűnőbb az, hogy az emberrel szemben igen támadó magatartást tanúsít, „fejre támad”, ugyanezt teszi a kutyákkal szemben is. Ez a kifejezetten dühöngő veszettség az esetek többségében 2–4 nap alatt elhulláshoz vezet.

### Rókán
Az állat elveszíti közismert „ravaszságát”, óvatosságát, megszelídül, bemerészkedik a lakott helyekre, a forgalmas helyekre, utakra, engedi a megfogást, simogatást, félénk, mégsem menekül az embertől. Váratlan hatásokra azonban ez a „csendes veszettség” dühöngésbe csaphat át. A rókában, de egyéb, vadon élő húsevőkben is bénulások csak ritkán jelentkeznek, ezek az állatok rejtekhelyükre elbújva pusztulnak el.

### Egyéb vadon élő húsevőkön
(nyest, borz, vadmacska stb.):
Jellemző a támadó magatartás, ezért emberre-állatra egyaránt veszélyesek. Viszonylag gyakori azonban a „csendes veszettség” is, ilyenkor félénknek látszanak, mégsem menekülnek az ember elől.

### Szarvasmarhán
Gyakori, hogy először emésztőszervi rendellenességek mutatkoznak (felfúvódás, hasmenés), az izgatottsági tünetek még enyhék, a gazdának inkább csak az állat viselkedésváltozása lesz „gyanús”, de előfordulnak feltűnő izgatottsági jelek is (pl. merev tekintet), melyek egészen a dühöngésig fokozódnak (fejrázás, toporzékolás, jászolba-ugrás, támadó hajlam). Előfordul a rekedt, hosszantartó bőgés, a fokozott nemi ingerlékenység. Később, néhány nap múlva megjelennek a bénulásos tünetek, az egyes izomcsoportok rángógörcsei, a nyelési nehézségek, a nyálfolyás. Az állat a fejét és a farkát is rendellenesen tartja, majd rendszerint felfúvódás mellett bekövetkezik a test hátulsó felének gyengesége, végül a teljes bénulás. A betegség az esetek többségében egy héten belül végez az állattal.
Értelemszerűen a legelőre alapozott húsmarhatartásnál kell fokozottabb mértékben számítani jelentkezésével, hiszen inkább itt van lehetőség a kutyák, rókák, vadon
élő húsevők általi marásokra.
A növényevő állatok, melyek húsevők harapása útján fertőződnek, nem adják tovább a fertőzést.

### Juhon,kecskén
A juh a kevésbé fogékony emlősökhöz tartozik. A beteg juhok ingerlékenyebbek lesznek, nemegyszer támadó magatartást tanúsítanak, párzási ösztönük felfokozott, még a vemhes anyák is ugrálják egymást és társaikat, több egyed felfúvódik, hasmenős. Néhány nap múlva rendellenes fejtartásokat, merev tekintetet, egyes izmok rángógörcsét látjuk, gyakran hallunk rekedt bégetést, majd bénulásos jelenségek mutatkoznak, aminek elfekvés a vége. Legkésőbb két héten belül valamennyi beteg állat elpusztul. A beteg állatok egymást nem fertőzik.

### Vadon élőkérődzőkön
Jellemző, hogy feltűnően barátságosak, nem menekülnek el az ember elől, „panaszkodó” hangot adnak, a támadó magatartás ritkább, néha össze-vissza rohangálnak, gyakori a fának ütközés miatti sérülés.

### Sertésen
A betegség feltűnő izgalmi tünetekkel kezdődik: nyugtalanul mozognak, ide-oda rohangálnak, a szokásosnál intenzívebben túrnak, nekimennek különböző tárgyaknak, falkában társaikra támadnak, sőt gondozójukat is megtámadhatják.
Röfögésük rekedt, majd hamarosan bénulásos tünetek mutatkoznak, ezek eredményeképpen megjelenik a nyálfolyás, állkapocs-bénulás, nehéz nyelés, végül a test izmainak bénulása után igen gyorsan, néha 24 órán belül, gyakrabban 1-3 nap alatt elpusztul az állat.

### Lovon
A betegség gyakran kezdődik feltűnő izgalmi jelenségekkel: az állat a marás helyét erőteljesen dörzsöli, harapdálja, patáival „kapál”, gyakran vizel, kólikás tünetei vannak, nem ritkák a görcsrohamok. Egyes lovak támadóvá válnak, mások „csendes veszettségben” szenvednek. A bénulások miatt gyakori a nyálfolyás, a rekedt nyerítés, a nehézkes, később lehetetlen nyelés, majd következik a test hátulsó felének bénulása. Elhullás 2–7 nap alatt.

### Baromfin
Melegvérű állatok lévén a baromfik is megbetegedhetnek, de sokkal kevésbé érzékenyek a vírus iránt, mint az emlősök, sőt – az emlősökkel ellentétben – a betegségből egy részük ki is gyógyulhat. A tünetek ritkák: ijedtség, toll borzoltsága, nemegyszer támadó magatartás jellemzi.

### Denevéren
A beteg denevérek rendellenes módon nappal is repülnek, zajokra hirtelen megváltoztatják röppályájukat, tárgyaknak nekirepülnek, közben „visító” hangokat adnak, állatokat, embereket haraphatnak meg, majd bénulásos tünetek közepette pusztulnak el.

### Embereknél

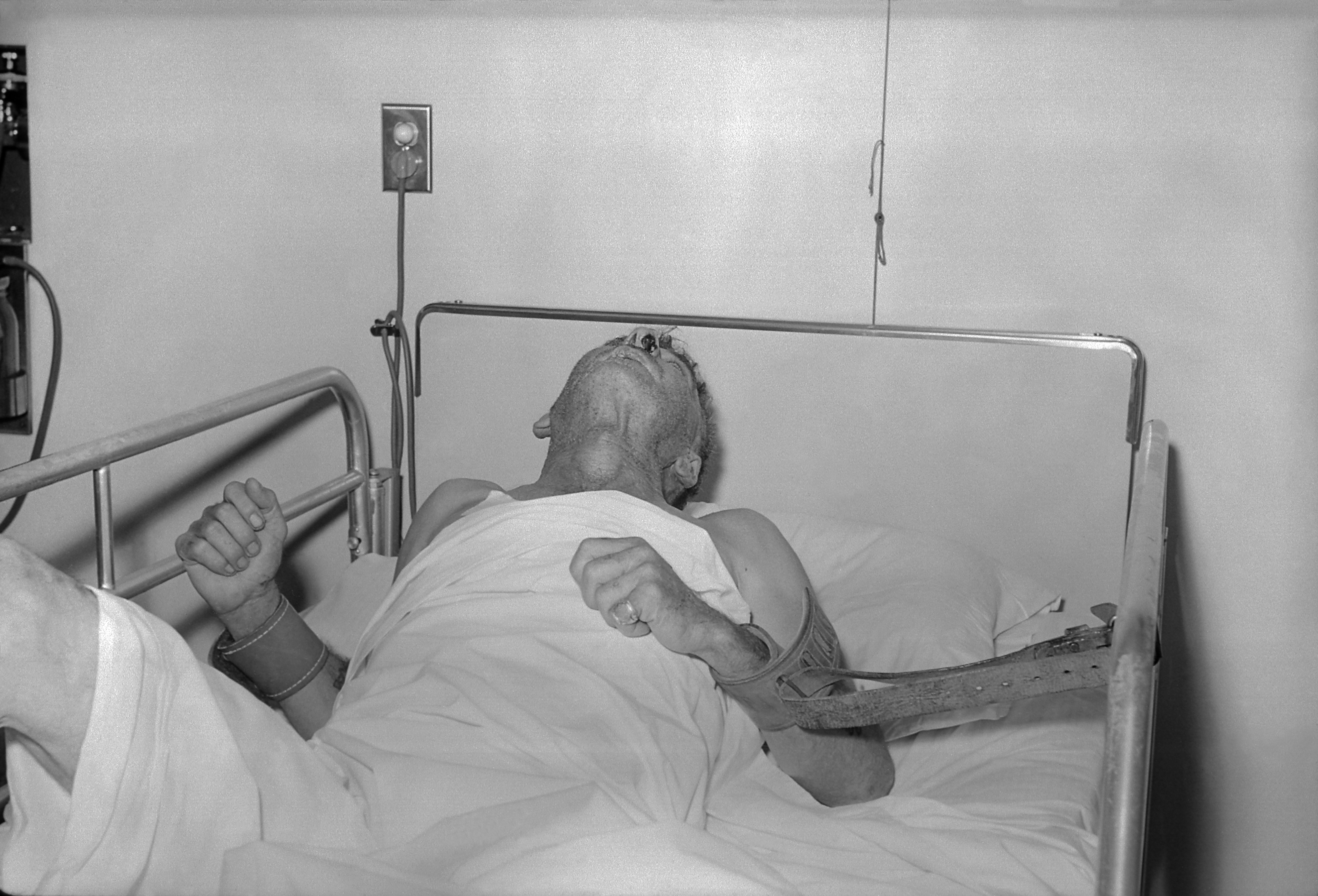
Egy 1959-es kép egy veszettségben szenvedő betegben jelentkező görcsrohamról.

Embereknél is különböző a veszettség lappangási ideje és lefolyása. Amíg a marás helyén a testbe jutott vírusok, illetve az idegrendszer érintettsége eléri az agyvelőt, átlag 18-60 nap telik el. Legtöbbször a 20-40. napon jelennek meg a központi idegrendszeri tünetek. A veszettségnek az embernél is három szakaszát különböztetjük meg:
- A prodromális (bevezető) szakaszban lehangoltság vagy izgatottság, álmatlanság, rossz étvágy, mérsékelt láz nyugtalanítják a beteget; olykor csapongó jókedv és a sebhely zsibbadása, fájdalmassága is mutatkozik. Ez az állapot 2-8 napig tarthat, de hiányozhat is úgy, hogy azonnal az izgatottság szakaszának jelenségei lépnek előtérbe.
- Izgatottsági (dühöngési) szakasz: a lélegzet gyakori elakadása, nyelési görcsök. Erősebb fény, hang vagy a beteg arcába fúvás fájdalmas lélegzési és nyelési görcsöket válthat ki. Később ezek önként is és mind sűrűbben jelentkeznek, megfulladással fenyegetve a beteget. Ugyanezen szakaszban gyakoriak az őrjöngési rohamok, ezek csillapodásával a tiszta öntudat visszatér. E szakasz 1-3 napig tart és vége felé a láz folyton magasabb, a beteg állapota egyre kétségbeejtőbb, remeg, sokat nyáladzik, köp.
- Bénulási szakasz: 2-18 óráig tart, az izgatottság szűnik, a görcsök elmúlnak, a nyelés javul, de a gyengeség fokozódik, a tagok bénulnak, az eszmélet elvész és a halál beáll. Sokszor már a második szakaszban hal meg a beteg, fulladás következtében.

A csendes veszettség embernél (és macskáknál) ritka.

## Közegészségügyi vonatkozások
Az ember veszettsége a fejlett országokban, így Magyarországon is ritka, gyakoribb ott, ahol az urbánus veszettség is honosabb (pl. Törökország, Közel-Kelet, India, Afrika).
A magyarországi esetekben a veszettség emberre elsősorban háziállatokról (5 eset), csak ritkábban vadon élő állatokról (2 eset) terjedt át.
A fertőződés bekövetkezhet veszett állatok marása útján, ritkábban veszett állatok nyálának sebbe, sérült bőrre jutása következtében vagy veszett róka nyúzásakor. A lappangási idő 3-8 hét, de lehet 5 nap és lehet 12 hónap is. Tünetek: a marás vagy fertőződés helye viszket, égő fájdalom ezen a területen, általános lehangoltság, rosszullét. Később fokozott reflex-ingerlékenység, nyugtalanság, görcsrohamok, dührohamok, nyálzás, nyelési nehézségek, tarkómerevség, majd bénulások.

## Megelőzés és kezelés
A veszettség elleni megelőzés és védekezés az ún. preexpozíciós és posztexpozíciós sorozatoltásokkal történik. Preexpozíciós sorozatoltásban potenciálisan fertőzésnek kitett személyeket részesítenek (általában vadászokat, állatorvosokat, veszettség vírussal dolgozó tudósokat, barlangászokat). Posztexpozíciós sorozatoltásban a veszett állat által megmart (feltehetően lappangási időszakban lévő fertőzött) személy részesül.
A központi idegrendszeri tünetek kialakulása után sorozatoltással már nem kezelhető a betegség. Az egyik terápiás megközelítés az ún. Milwaukee-protokoll. Ennek lényege, hogy a betegeket hosszabb ideig mesterségesen kómában tartják, arra a feltevésre alapozva, hogy a központi idegrendszer működésének ideiglenes „kikapcsolásával” a beteg életben tartható addig, amíg a szervezet természetes védekezőrendszere elpusztítja a kórokozót. 2004-ben a 15 éves amerikai Jeanna Giese volt az első beteg, aki ilyen módon túlélte a veszettséget. Hat nap után az immunrendszere elegendő antitestet termelt, hogy legyőzze a vírust. A Milwaukee-protokollt több betegnél is alkalmazták, hatékonysága azonban erősen ellentmondásos. Ugyan azóta több beteg is túlélte a klinikai tünetek megjelenésével járó veszettséget, mindegyik szervezetében kimutatható volt már a diagnózis időpontjában a vírus ellen termelt ellenanyag, noha egyikük sem részesült megelőző védőoltásban. Giese esetében például a felvételkor kizárólag a vírusellenes antitestek voltak detektálhatóak a szervezetében, magát a vírust, vagy annak antigénjeit, nukleinsavát egyik mintájában sem sikerült kimutatni. Emellett jelentettek olyan esetet is, ahol a beteg semmilyen kezelésben nem részesült, mégis túlélte a laborvizsgálatokkal alátámasztott fertőzést. Ezek alapján felmerült, hogy valójában nem a kezelés volt hatékony, hanem ezeknek a betegeknek az immunrendszere eredendően ellenállóbb a fertőzéssel szemben.